# یواس‌اس دنور (سی‌ال-۵۸)
یواس‌اس دنور (سی‌ال-۵۸) (به انگلیسی: USS Denver (CL-58)) یک کشتی بود که طول آن ۶۱۰ فوت ۱ اینچ (۱۸۵٫۹۵ متر) بود. این کشتی در سال ۱۹۴۲ ساخته شد.